# هلن راسن
هلن ام راسن (انگلیسی: Helene M Rosson؛ ۱۴ ژوئن ۱۸۹۷ – ۵ مهٔ ۱۹۸۵) یک هنرپیشه اهل ایالات متحده آمریکا بود.